# Astrid Stricker
Astrid Stricker (* 1964 in Eckernförde) ist eine deutsche Zeichnerin und Bildhauerin.

## Leben
Astrid Stricker studierte von 1988 bis 1994 Bildhauerei bei Ulrich Rückriem, Georg Herold und Franz West an der Städelschule in Frankfurt am Main. Zwischen 1993 und 1994 studierte sie außerdem bei Jannis Kounellis an der Kunstakademie Düsseldorf. Sie ist Meisterschülerin von Georg Herold.
Im Jahr 1998 erhielt Astrid Stricker das Atelierstipendium der Hessischen Kulturstiftung für London, 1999 das Atelierstipendium »Künstlerhaus Schloss Balmoral« in Bad Ems und 2001 ein Arbeitsstipendium für Bildende Künstler des Landes Hessen.
Seit 2001 ist Astrid Stricker auch als Hochschuldozentin an deutschen Kunstakademien und Universitäten tätig. 2001 erhielt sie einen Lehrauftrag (Klasse für Zeichnung) an der Kunsthochschule Mainz, zwischen 2003 und 2010 lehrte sie als Hochschuldozentin Zeichnung und Grafik am Institut für Kunstpädagogik der Goethe-Universität Frankfurt am Main und seit 2011 ist sie Dozentin für »Zeichnung im Kontext« an der Kunsthochschule Kassel.
Astrid Stricker lebt und arbeitet in Berlin.

## Werke in Sammlungen und Museen (Auswahl)
- Museum für Moderne Kunst (MMK), Frankfurt am Main
- Museum Kunstpalast, Düsseldorf
- Sammlung der Ursula-Blickle-Stiftung, Kraichtal (bei Frankfurt a. M.)
- Sammlung Deutsche Bank, Frankfurt am Main
- Staatliche Graphische Sammlung, München

## Ausstellungen (Auswahl)
- 1993: Zeichnungen, Ausstellungsraum GOOP, Frankfurt a. M.
- 1993: Museum auf Zeit – Raum Franz West, Museum Fridericianum, Kassel
- 1994: Pacman kommt, Ausstellungsraum GOOP, Frankfurt a. M.
- 1994: Klasse Franz West, Galleria Vera Vita Gioia, Neapel
- 1995: Oragiri – Wir begegnen uns nicht zufällig, Haus am Lützowplatz, Berlin (Katalog)
- 1995: Himmel und Erde, Dominikanerkloster, Frankfurt a. M. (Katalog)
- 1996: Werk-Hall – Werke des Körpers, Siemens AG (Werk Leipzig), Leipzig
- 1996: Szenenwechsel X, Museum für Moderne Kunst (MMK), Frankfurt a. M.
- 1996: Junge Kunst – Saar-Ferngas-Förderpreis, Wilhelm-Hack-Museum/Brandenburgische Kunstsammlungen Cottbus/Museum St. Wendel, Ludwigshafen/Cottbus/St. Wendel (Katalog)
- 1996: Etwas besseres als den Tod findest du überall, Parkhaus Junghofstraße, Frankfurt a. M.
- 1996: Sieben Tage sind eine Woche, Hessische Landesbank, Frankfurt a. M.
- 1997: Von Kopf bis Fuß – Fragmente des Körpers, Ursula-Blickle-Stiftung/Kunstraum Innsbruck, Kraichtal/Innsbruck (Katalog)
- 1997: Form und Funktion der Zeichnung heute, ART Frankfurt, Frankfurt a. M. (Katalog)
- 1998: Zugewinn, Kunstmuseum Düsseldorf
- 1998: Eccentric Drawing, Frankfurter Kunstverein, Frankfurt a. M. (Katalog)
- 1998: Save the day!, Museum für Moderne Kunst (MMK), Frankfurt a. M. (Katalog)
- 1999: Astrid Stricker, Künstlerhaus Schloss Balmoral, Bad Ems (Katalog)
- 2000: Videoinstallation und Zeichnungen, AusstellungsHalle Schulstraße 1a, Frankfurt a. M.
- 2000: Von Chaos und Ordnung der Seele II, Kunstbunker – Forum für zeitgenössische Kunst, Nürnberg (Katalog)
- 2000: Szenenwechsel XVII, Museum für Moderne Kunst (MMK), Frankfurt a. M.
- 2001: cuts, Ausstellungsraum don't miss, Frankfurt a. M.
- 2001: Desire, Ursula-Blickle-Stiftung, Kraichtal (Katalog)
- 2002: Desire, Museo d’Arte Moderna di Bologna (MAMbo), Bologna (Katalog)
- 2003: Inside of Me – Inside of You, Pfefferberg, Berlin
- 2004: Diaries and Dreams, Ursula-Blickle-Stiftung, Kraichtal (Katalog)
- 2004: Neun Unterscheidungen zur Zeichnung, Neuer Kunstverein Aschaffenburg (Katalog)
- 2004: 20 + 1, Galerie Karl Pfefferle, München
- 2005: Sirenshapes, Galerie WOLFSTÆDTER, Frankfurt a. M.
- 2006: All Together Now, Projekt 0047, Berlin
- 2006: Concrete Sausage and Other Team Ghosts, after the butcher (Ausstellungsraum), Berlin
- 2006: home visit #2, Förderkoje c/o glue, Berlin
- 2007: Die Sammlung Rausch – It Takes Something to Make Something, Portikus, Frankfurt a. M.
- 2007: Liebe. Love – Paare, Museum im Kulturspeicher, Würzburg (Katalog)
- 2008: head & shoulders etc., Museum für Moderne Kunst (MMK), Frankfurt a. M.
- 2008: Hotel Marienbad 002: Rauschende Gäste., KW Institute for Contemporary Art, Berlin
- 2008: Liebe. Love – Paare, Gustav-Lübcke-Museum/Ulmer Museum, Hamm/Ulm (Katalog)
- 2009: Die Gegenwart der Linie, Pinakothek der Moderne, München (Katalog)
- 2010: boys/girls, Museum für Moderne Kunst (MMK), Frankfurt a. M.[1]
- 2010: Sammlung Rausch, polarraum für kunst der gegenwart, Hamburg
- 2013: Fundamental Ephemeris, BronxArtSpace (BAS), New York
- 2013: Schöne Blätter, Schau Fenster, Berlin
- 2013: The Naked and the Nude, Galerie Martina Detterer, Frankfurt a. M.
- 2014: paperfile #10, galerie oqbo, Berlin
- 2014: ona i ja – wahlverwandschaften, OFF Piotrkowska Center, Lodz